# 山田隆司
山田 隆司（やまだ たかし、1954年6月15日 - ）は、日本の脚本家、構成作家。山梨県出身。法政大学卒業。

## 概要
1979年に『宇宙空母ブルーノア』第8話「あの塔を撃て!」で脚本家デビュー。執筆作品は主にアニメ、特撮や、ノベライズ。
栗山緑というペンネームも持っている（『明日のナージャ』のみK・Y・グリーンという栗山緑の変名を使用）。

## 主な作品

### アニメ
- 宇宙空母ブルーノア（脚本）
- ドラえもん（脚本）
- 怪物くん（新）（脚本）
- オバケのQ太郎（新）（脚本）
- パーマン（新）（脚本）
- フクちゃん（脚本）
- 夢次元ハンターファンドラ（脚本）
- ハイスクール!奇面組（脚本）
- ついでにとんちんかん（脚本）
- 名門!第三野球部（脚本）
- 昭和アホ草紙あかぬけ一番!（脚本）
- マンガ日本経済入門（シリーズ構成、脚本）
- 赤い光弾ジリオン（脚本）
- キテレツ大百科（脚本）
- 爆走サーキット・ロマン TWIN（脚本）
- ドラゴンクエスト アベル伝説（シリーズ構成、脚本）
- 快傑ゾロ（脚本）
- 炎の闘球児 ドッジ弾平（シリーズ構成、脚本）
- ダッシュ!四駆郎（シリーズ構成、脚本）
- ドリモグだァ!!（脚本）
- ファンタジーアドベンチャー 長靴をはいた猫の冒険（脚本）
- 青いブリンク（脚本）
- 魔動王グランゾート（脚本）
- RPG伝説ヘポイ（脚本）
- ゲンジ通信あげだま（脚本）
- 姫ちゃんのリボン（シリーズ構成、脚本）
- まぼろしまぼちゃん（シリーズ構成、脚本）
- ツヨシしっかりしなさい（脚本）
- バトルファイターズ 餓狼伝説（脚本）
- 餓狼伝説 -THE MOTION PICTURE-（脚本）
- 赤ずきんチャチャ（脚本） ※途中で降板。
- キャプテン翼J（シリーズ構成、脚本）
- 新・同棲時代（脚本）
- こちら葛飾区亀有公園前派出所（脚本）
  - こちら葛飾区亀有公園前派出所 THE FINAL 両津勘吉 最後の日
- いじわるばあさん(脚本)
- おまかせスクラッパーズ（脚本）
- おじゃる丸（脚本） ※第1期から第7期まで担当。尚、第4期・5期は山田隆司、栗山緑の両名義。第7期は栗山緑名義。
- 夢のクレヨン王国（シリーズ構成、脚本）
- おジャ魔女どれみシリーズ（シリーズ構成、脚本） ※構成は山田隆司、脚本は栗山緑の両名義。
  - おジャ魔女どれみ[1]
  - おジャ魔女どれみ＃
  - 映画 おジャ魔女どれみ♯
  - も〜っと!おジャ魔女どれみ
  - 映画 も〜っと! おジャ魔女どれみ カエル石のひみつ
  - おジャ魔女どれみドッカ〜ン!
  - おジャ魔女どれみナ・イ・ショ
  - おジャ魔女どれみ お笑い劇場
  - 魔女見習いをさがして
- ののちゃん（シリーズ構成、脚本）
- メダロット魂（脚本）
- 犬夜叉（脚本）
- 明日のナージャ（脚本） ※K・Y・グリーン名義。
- おねがいマイメロディシリーズ（シリーズ構成、脚本） ※第1期中盤より、山野辺一記に代わりシリーズ構成となる。
  - おねがいマイメロディ
  - おねがいマイメロディ 〜くるくるシャッフル!〜
  - おねがいマイメロディ すっきり♪
  - おねがい♪マイメロディ きららっ★
  - おねがいマイメロディ 友&愛
- ホイッスル!（脚本）
- 金色のガッシュベル!!（脚本）
- スーパークマさん（脚色）
- 銀牙伝説WEED（シリーズ構成、脚本）
- アクビガール（シリーズ構成、脚本）
- 冒険王ビィト（脚本）
- ワンワンセレプー それゆけ!徹之進（シリーズ構成、脚本）
- 妖怪人間ベム（第2作）（脚本）
- ラブ★コン（脚本）※栗山緑名義。
- リリパット王国（脚本）※栗山緑名義。
- 出ましたっ!パワパフガールズZ（脚本）
- しおんの王（シリーズ構成、脚本）
- はたらキッズ マイハム組（シリーズ構成、脚本）
- マッハガール（シリーズ構成）
- ローズオニールキューピー（シリーズ構成）
- キャシャーン Sins（脚本）
- マリー&ガリーシリーズ（シリーズ構成、脚本）
  - マリー&ガリー
  - マリー&ガリーver.2.0
- 蒼天航路（脚本）
- ジュエルペットシリーズ（脚本）
  - ジュエルペット
  - ジュエルペット てぃんくる☆
  - 映画ジュエルペット スウィーツダンスプリンセス
- 夢色パティシエールシリーズ（シリーズ構成、脚本）
  - 夢色パティシエール
  - 夢色パティシエールSP（スペシャル）プロフェッショナル
- ハートキャッチプリキュア!（シリーズ構成、脚本） ※脚本担当時は栗山緑名義。
  - 映画 ハートキャッチプリキュア! 花の都でファッションショー…ですか!?(脚本、栗山緑名義)
- 銀河へキックオフ!!（シリーズ構成、脚本）
- 団地ともお（シリーズ構成、脚本）
- 実は私は（脚本）
- ちゃらんぽ島の冒険(山下憲一と共同脚本)
- ソラとウミのアイダ（シリーズ構成、脚本）
- バイトチョイカー（シナリオ）※YAMADA TAKASHI名義。

### 特撮
- 仮面ライダーBLACK[2]
- 仮面ライダーBLACK RX
- 特警ウインスペクター
- 特救指令ソルブレイン
- 特捜エクシードラフト
- ビーロボカブタック
- テツワン探偵ロボタック
- 燃えろ!!ロボコン
- トミカヒーロー レスキューフォース
- トミカヒーロー レスキューファイアー（シリーズ構成）

### ドラマ
- 木曜ゴールデンドラマ
- 特捜最前線（第428話「追跡・ラブホテルの目撃者!」、第439話「美しい狙撃者・殺意を呼ぶマネーゲーム!」、第455話「フラッシュバック・通り魔を殺した女!」）
- どうぶつ通り夢ランド（第11話「美女がセンターにやって来た!」、第12話「クリスマスの夜、白いラマに乗って」）
- 火曜サスペンス劇場
  - 産婦人科病院から消えた女
- さすらい刑事旅情編（第8話「東京駅・アリバイを偽証した女」）

### 人形劇
- アップルポップ
- あつまれ!じゃんけんぽん

### 小説
- 姫ちゃんのリボン（TVシリーズの小説化作品。集英社コバルト文庫刊）
- バトルファイターズ 餓狼伝説（TVシリーズの小説化作品。小学館スーパークエスト文庫刊）
- 赤ずきんチャチャ（TVシリーズの小説化作品。集英社コバルト文庫刊）
- おジャ魔女どれみ16（栗山緑名義。TVシリーズの続編にして本編第6期。講談社ラノベ文庫刊）
- 人形草紙あやつり左近
- アウターゾーン
- おねがいマイメロディ（TVシリーズの小説化作品。PHP研究所スマッシュ文庫刊）
- 小説 ハートキャッチプリキュア!（TVシリーズの小説化作品。講談社キャラクター文庫刊）

## 関連人物
- 松岡清治
- 丸尾みほ
- 関弘美
- 馬越嘉彦